# Nagykónyi
Nagykónyi là một thị trấn thuộc hạt Tolna, Hungary. Thị trấn này có diện tích 47,88 km², dân số năm 2010 là 1124 người, mật độ 23 người/km².